# Шандиба Володимир Данилович
Володи́мир Дани́лович Шанди́ба (1 жовтня 1923, Вищевеселе, Великописарівський район, Сумська область, Україна — 17 жовтня 2008, Охтирка) — радянський військовик, в роки Другої світової війни — механік-водій танка 220-ї окремої танкової бригади, старшина. Повний кавалер ордена Слави.

## Життєпис
Учасник нацистсько-радянської війни, механік-водій Т-34, пройшов бойовий шлях від Ленінграду до Берліна.
1941 року на Ленінградському фронті в боях біля міста Пушкін взвож Шандиби отримав завдання підтримати морську піхоту при прориві оборони противника. В ході бою снаряд пошкодив люк у танку і вивів з ладу гармату, танкісти протрималися до темряви, прикриваючись димовою завісою, надвечір вивели бойову машину з-під вогню. За дії в цьому бою Шандиба нагороджений орденом Слави третього ступеня.
У 1944 році при переході військ Ленінградського фронту в наступ під час однієї з атак танк Шандиби підірвався на міні. Під обстрілом, за димовою завісою, він натяг гусеницю та вивів танк для ремонту.
В боях 14-15 січня 1945 року на території Польщі в склаї 5-ї Ударної армії старшина Шандиба брав участь у 9 танкових атаках, в числі перших увірвався в містечка Коло, Гнезен, Вонгровець; за 5 двів з бями його танк здійснив марш в 360 кілометрів, за дні боїв танк гусеницями розбив 7 гармат, 9 кулеметних гнізд та розчавив 9 розрахунків фаустгранатників. За цей бій нагороджений орденом Слави другого ступеня.
В березні 1945 екіпаж брав участь у боях за розширення плацдарму на Кюстрінському напрямку, танк знищив кілька гармат і кулеметних гнізд, але танк був підбитий, загинув навідник, Шандибіна важко поранено. За цей бій нагороджений орденом Слави першого ступеня.
Також був нагороджений двома орденами Червоної Зірки. У серпні 1945 року демобілізувався.
Після війни закінчив Харківський фінансово-кредитний технікум, сорок років працював в Охтирському міськфінвідділі.
Брав активну участь в громадській роботі, проводив патріотичну роботу, зустрічався з учнями шкіл.
В 1985 році з нагоди 40-річчя Перемоги у Великій Вітчизняній війні його ім'я занесено до обласної Книги трудової доблесті.
При відзначенні 57-ї річниці визволення Охтирки у серпні 2000 року урочисто відкрито Алею Слави, встановлено бюсти чотирьох повних кавалерів ордена Слави — Бугая Федора Степановича, Сипченка Леоніда Євтихійовича, Хоменка Дмитра Миколайовича, Шандиби Володимира Даниловича.
22 серпня 2008 року відкрита меморіальна дошка пам'яті на будинку по вулиці Сумська, 3, де він проживав.
Створені експозиції його честі в Охтирському міському краєзнавчому музеї, кімнаті бойової слави Охтирської загальноосвітньої школи І-ІІ ступенів № 6, музеї Охтирської міської ради ветеранів, в Колпінській середній школі № 457 Санкт-Петербурга.

## Джерело
- Шандиба Володимир Данилович (рос.). // Сайт «Герои страны».
- Шандиба Володимир Данилович[недоступне посилання з серпня 2019]